# Эннепеталь
Эннепеталь (нем. Ennepetal) — город в Германии, в земле Северный Рейн-Вестфалия.
Подчинён административному округу Арнсберг. Входит в состав района Эннепе-Рур.  Население составляет 30 486 человек (на 31 декабря 2010 года). Занимает площадь 57,42 км². Официальный код  —  05 9 54 008. В городе была основана компания Dorma.
| Год  | Население |
| ---- | --------- |
| 1995 | 34 247    |
| 2000 | 33 809    |
| 2005 | 32 679    |
| 2010 | 30 778    |

## Родились в Эннепетале
- Альхаус, Фильгельм фон (1716-1794) — немецкий член монашеского католического ордена Святого Креста, викарный епископ Мюнстера и Оснабрюка
- Кип-Альтенло, Эмилия (1888-1985) — немецкий социолог, киновед и либеральный политик (ДДП и СвДП), член Бундестага с 1961 по 1965 год. Её называли «старушкой либерализма».

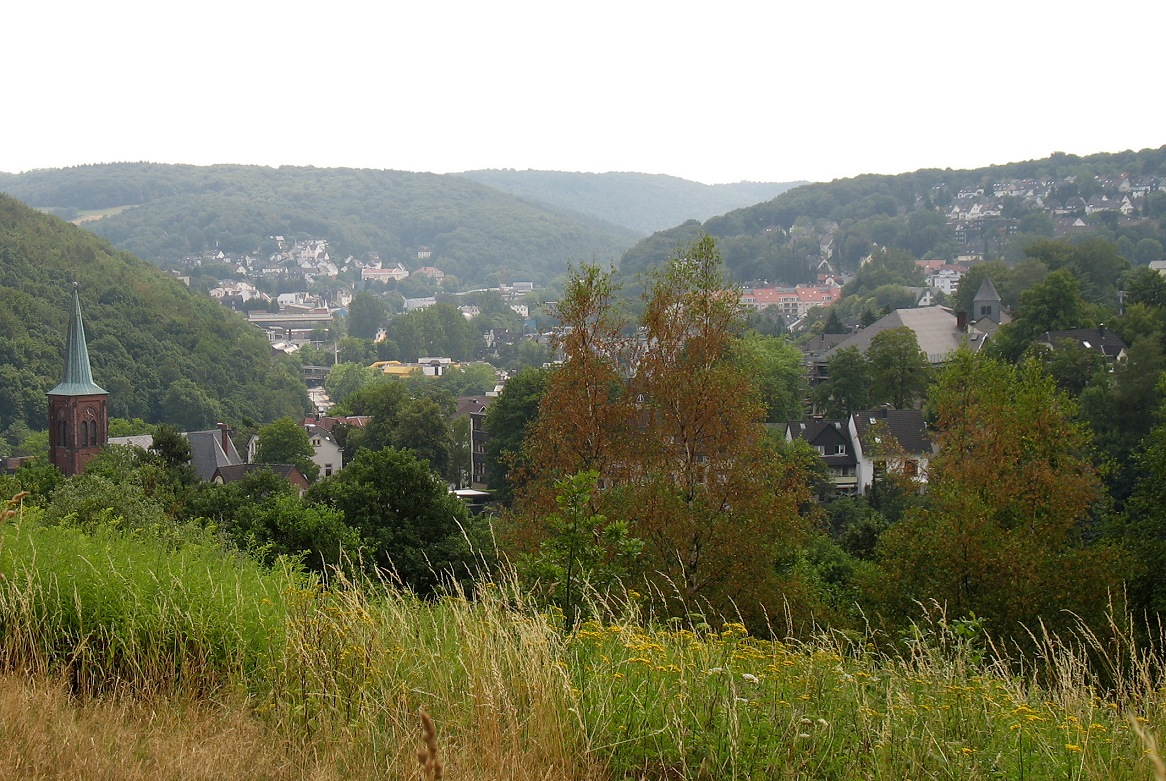
Эннепеталь

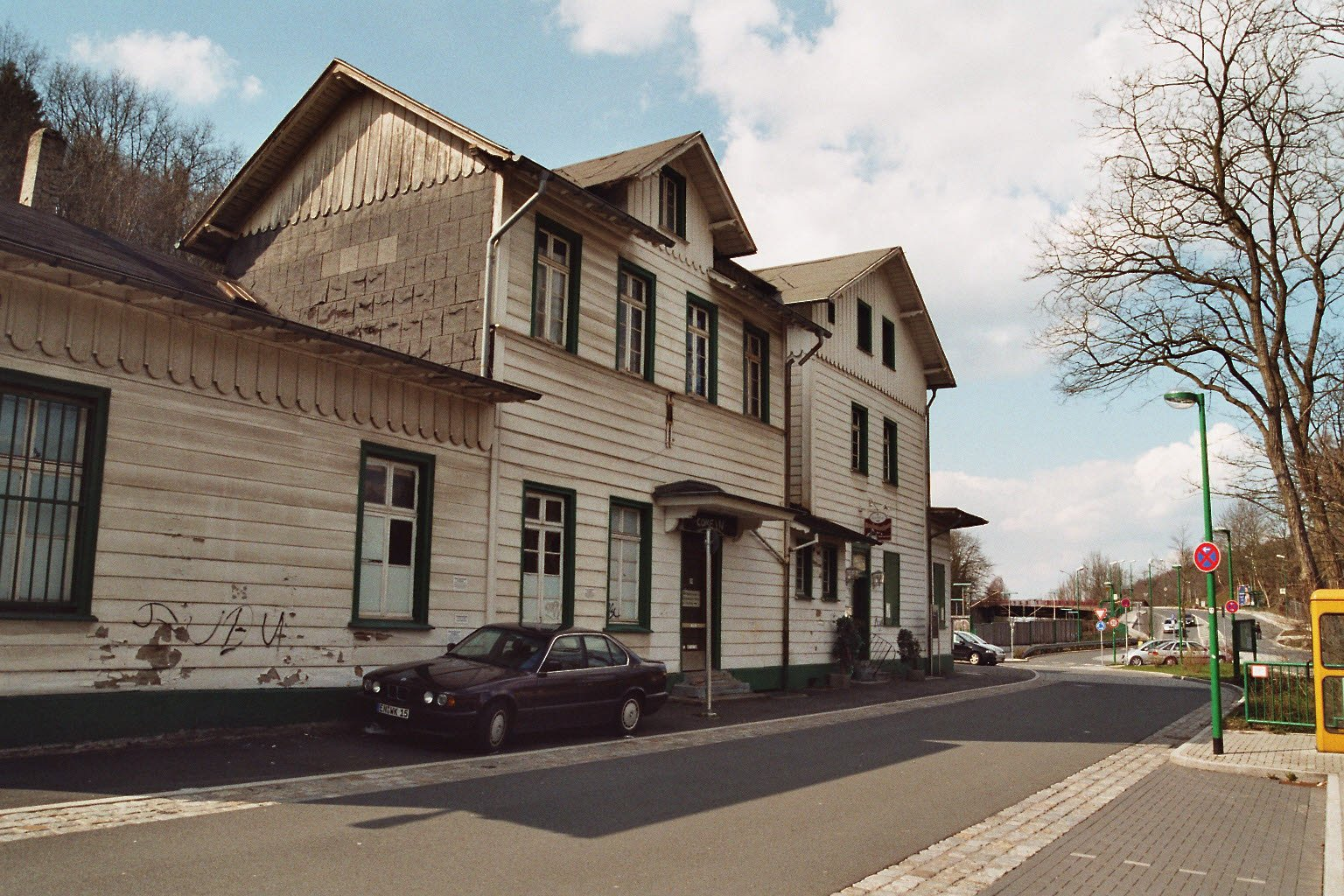
Эннепеталь